# Cattedrale di Silves
La cattedrale di Silves o Antica cattedrale di Nostra Signora dell'Assunzione (in portoghese: Sé de Silves o Antiga Catedral Nossa Senhora da Assunção) è l'antica cattedrale della diocesi di Silves, prima che la sede della diocesi fosse trasferita a Faro.
La chiesa è situata su una collina sopra il fiume Arade, vicino al castello di Silves, a un'altitudine di circa 35 metri.

## Storia

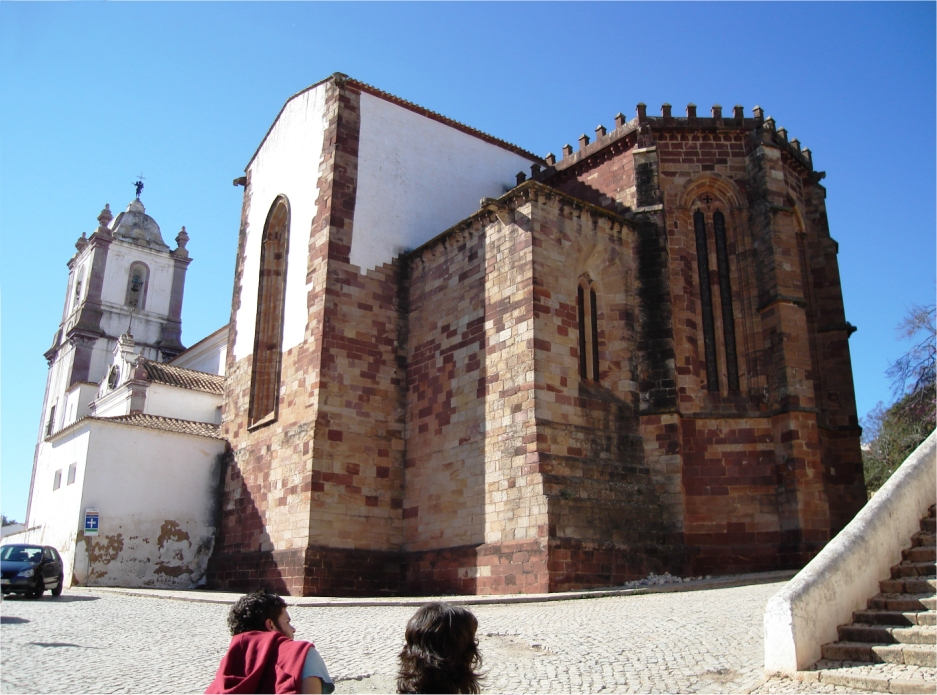
Abside gotico della cattedrale

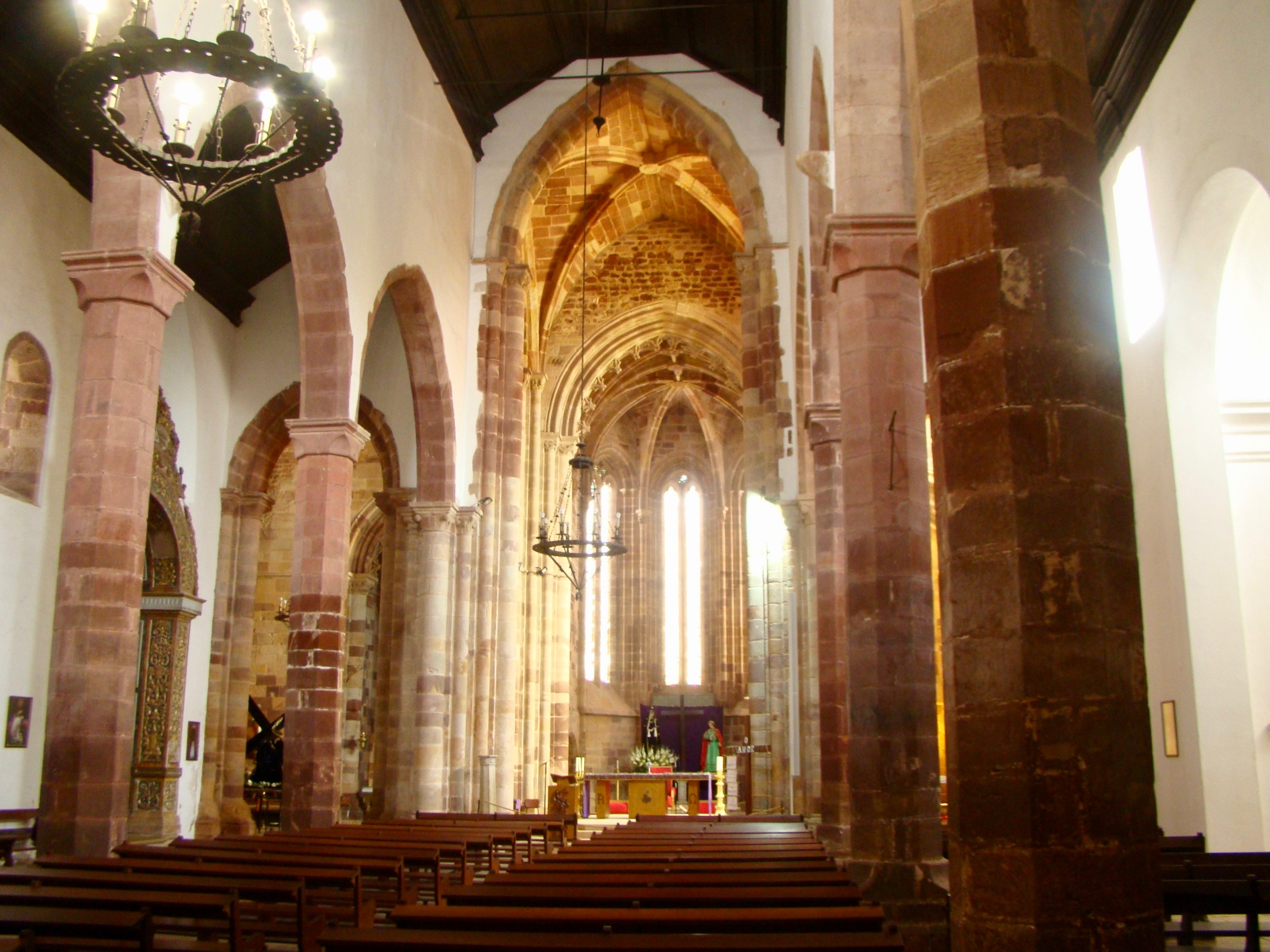
Vista dell'interno

La costruzione della cattedrale ebbe probabilmente inizio dopo il 1242, anno della definitiva riconquista della città di Silves da parte dei cavalieri cristiani durante il regno di re Alfonso III. I lavori procedettero con difficoltà e nel 1352 la cattedrale fu danneggiata da un forte terremoto. Nel 1440 i lavori hanno avuto nuovo impulso grazie al sostegno di re Alfonso V, con la realizzazione dell'abside con le tre cappelle, il transetto e il portale principale, in stile gotico, risalente al 1470. La struttura a tre navate fu terminata solo all'inizio del XVI secolo.
Quando re Giovanni II morì improvvisamente ad Alvor, nei pressi di Silves, nel 1495, fu sepolto provvisoriamente nella cappella principale della cattedrale. Nel 1499, alla presenza del re Manuel I, i suoi resti furono riesumati e traslati al Monastero di Batalha. Nel pavimento della principale cappella della cattedrale è ancora visibile la lastra tombale con iscrizione gotica.
Durante il governo del vescovo Jerónimo Osório, uno dei più grandi umanisti e teologi portoghesi, la sede della diocesi fu trasferita a Faro, il 20 ottobre 1539 con la bolla di papa Paolo III Sacrosancta Romana Ecclesia.
Il terremoto del 1755 danneggiò notevolmente la cattedrale. L'edificio è stato riparato e modificato, sostituendo le semplici forme gotiche della parte superiore della facciata principale con volute rococò. Il campanile e il portale sud sono aggiunte del XVIII secolo.
Nel XX secolo una completa ristrutturazione dell'edificio ha soppresso molte delle aggiunte barocche ed ha restituito all'edificio un aspetto più vicino all'originale medioevale.